# Volker Schliebe
Volker Schliebe (* 25. Juni 1940 in Waldheim; † 24. April 2024) war ein deutscher Arzt und  Politiker der DDR-Blockpartei National-Demokratische Partei Deutschlands (NDPD).
Schliebe wurde als Sohn eines Arztes im sächsischen Waldheim geboren. Er besuchte die Oberschule, die er 1958 mit dem Abitur beendete. Anschließend studierte er bis 1964 an der Leipziger Karl-Marx-Universität Medizin. Seine Pflichtassistenz und sein allgemeines Praktikum leistete er bis 1966 im damaligen Kreiskrankenhaus Döbeln und in der Kreispoliklinik Döbeln ab. Anschließend absolvierte er bis 1969 eine Facharztausbildung zum Facharzt für Chirurgie in Döbeln und am damaligen Bezirkskrankenhaus St. Georg in Leipzig. Danach kehrte er wieder nach Döbeln zurück, wo er fortan bis zum Renteneintritt im dortigen Krankenhaus tätig war. Zunächst war Schliebe bis 1981 als Facharzt tätig. Danach wurde er zum stellvertretenden Ärztlichen Direktor und Leiter der chirurgischen Abteilung des Döbelner Krankenhauses ernannt. Nach der politischen Wende in der DDR wurde Schliebe im 1993 privatisierten Döbelner Krankenhaus Leitender Chefarzt. 2005 ging er in den Ruhestand.
Schliebe trat 1974 der NDPD bei. Von 1981 bis 1990 war er Mitglied der NDPD-Fraktion in der Volkskammer.